# Saturn Award für die beste Nebendarstellerin
Folgende Darstellerinnen haben den Saturn Award für die beste Nebendarstellerin (in einem Film) gewonnen:
| Jahr | Preisträger         | Film                                                 | Weitere Nominierungen |
| ---- | ------------------- | ---------------------------------------------------- | --- |
| 1976 | Ida Lupino          | Nachts, wenn die Leichen schreien                    | Keine weiteren Nominierungen |
| 1977 | Bette Davis         | Landhaus der toten Seelen                            | Keine weiteren Nominierungen |
| 1978 | Susan Tyrrell       | Andy Warhols Bad                                     | Margaret Whiting für Sindbad und das Auge des Tigers Teri Garr für Unheimliche Begegnung der dritten Art Alexis Smith für Das Mädchen am Ende der Straße Joan Bennett für Suspiria |
| 1979 | Dyan Cannon         | Der Himmel soll warten                               | Uta Hagen für The Boys from Brazil Brenda Vaccaro für Unternehmen Capricorn Valerie Perrine für Superman Mabel King für The Wiz – Das zauberhafte Land |
| 1980 | Veronica Cartwright | Alien – Das unheimliche Wesen aus einer fremden Welt | Pamela Hensley für Buck Rogers Jacquelyn Hyde für The Dark Marcy Lafferty für Invasion aus dem Weltall Nichelle Nichols für Star Trek: Der Film |
| 1981 | Eve Brent           | Fade to Black – Die schönen Morde des Eric Binford   | Stephanie Zimbalist für Das Erwachen der Sphinx Linda Kerridge für Fade to Black – Die schönen Morde des Eric Binford Nancy Parsons für Hotel zur Hölle Eva Le Gallienne für Der starke Wille |
| 1982 | Frances Sternhagen  | Outland – Planet der Verdammten                      | Maggie Smith für Kampf der Titanen Helen Mirren für Excalibur Viveca Lindfors für Die Hand Kyle Richards für Schrei der Verlorenen |
| 1983 | Zelda Rubinstein    | Poltergeist                                          | Irene Worth für Das Mörderspiel Dee Wallace-Stone für E.T. – Der Außerirdische Filomena Spagnuolo für Maniac 2 – Love to Kill Kirstie Alley für Star Trek II: Der Zorn des Khan |
| 1984 | Candy Clark         | Das fliegende Auge                                   | Natalie Wood für Projekt Brainstorm Maud Adams für James Bond 007 – Octopussy Meg Tilly für Psycho II Annette O’Toole für Superman III – Der stählerne Blitz |
| 1985 | Polly Holliday      | Gremlins – Kleine Monster                            | Grace Jones für Conan der Zerstörer Mary Woronov für Der Komet Kirstie Alley für Runaway – Spinnen des Todes Judith Anderson für Star Trek III: Auf der Suche nach Mr. Spock |
| 1986 | Anne Ramsey         | Die Goonies                                          | Lea Thompson für Zurück in die Zukunft Gwen Verdon für Cocoon Ruth Gordon für Maxie Grace Jones für James Bond 007 – Im Angesicht des Todes |
| 1987 | Jenette Goldstein   | Aliens – Die Rückkehr                                | Denise Matthews für 52 Pick-Up Kay Lenz für House – Das Horrorhaus Catherine Hicks für Star Trek IV: Zurück in die Gegenwart Grace Jones für Vamp |
| 1988 | Anne Ramsey         | Schmeiß’ die Mama aus dem Zug!                       | Lisa Bonet für Angel Heart Dorothy Lamour für Creepshow 2 Louise Fletcher für Blumen der Nacht Jenette Goldstein für Near Dark – Die Nacht hat ihren Preis Veronica Cartwright für Die Hexen von Eastwick |
| 1990 | Sylvia Sidney       | Beetlejuice                                          | Clare Higgins für Hellbound – Hellraiser II Meredith Salenger für Der Kuß Katherine Helmond für Die phantastische Reise ins Jenseits Zelda Rubinstein für Poltergeist III – Die dunkle Seite des Bösen Joanna Cassidy für Falsches Spiel mit Roger Rabbit Jean Marsh für Willow                                                          |
| 1991 | Whoopi Goldberg     | Ghost – Nachricht von Sam                            | Mary Steenburgen für Zurück in die Zukunft II Kim Basinger für Batman Julia Roberts für Flatliners Jenny Seagrove für Das Kindermädchen Rachel Ticotin für Die totale Erinnerung – Total Recall Finn Carter für Tremors – Im Land der Raketenwürmer Reba McEntire für Tremors – Im Land der Raketenwürmer Mai Zetterling für Hexen hexen |
| 1992 | Mercedes Ruehl      | König der Fischer                                    | Dianne Wiest für Edward mit den Scherenhänden Robin Bartlett für Teen Agent – Wenn Blicke töten könnten Frances Sternhagen für Misery Mary Elizabeth Mastrantonio für Robin Hood – König der Diebe Jennifer Connelly für Rocketeer |
| 1993 | Isabella Rossellini | Der Tod steht ihr gut                                | Rene Russo für Freejack – Geisel der Zukunft Julianne Moore für Die Hand an der Wiege Marcia Strassman für Liebling, jetzt haben wir ein Riesenbaby Frances Sternhagen für Mein Bruder Kain Kim Cattrall für Star Trek VI: Das unentdeckte Land Robin Wright für Toys                                                                    |
| 1994 | Amanda Plummer      | In einer kleinen Stadt                               | Joan Cusack für Die Addams Family in verrückter Tradition Julie Harris für Stephen Kings Stark Kyra Sedgwick für 4 himmlische Freunde Alfre Woodard für 4 himmlische Freunde Kathy Najimy für Hocus Pocus Nancy Allen für RoboCop 3 |
| 1995 | Mia Sara            | Timecop                                              | Halle Berry für Flintstones – Die Familie Feuerstein Rosie O’Donnell für Flintstones – Die Familie Feuerstein Robin Wright für Forrest Gump Whoopi Goldberg für Star Trek: Treffen der Generationen Tia Carrere für True Lies – Wahre Lügen                                                                                              |
| 1996 | Bonnie Hunt         | Jumanji                                              | Salma Hayek für Desperado Jennifer Jason Leigh für Dolores Juliette Lewis für From Dusk Till Dawn Gwyneth Paltrow für Sieben Illeana Douglas für To Die For |
| 1997 | Alice Krige         | Star Trek: Der erste Kontakt                         | Glenn Close für 101 Dalmatiner Jennifer Tilly für Bound – Gefesselt Fairuza Balk für Der Hexenclub Vivica A. Fox für Independence Day Drew Barrymore für Scream – Schrei! |
| 1998 | Gloria Stuart       | Titanic                                              | Winona Ryder für Alien – Die Wiedergeburt Joan Allen für Im Körper des Feindes Milla Jovovich für Das fünfte Element Courteney Cox für Scream 2 Teri Hatcher für James Bond 007 – Der Morgen stirbt nie |
| 1999 | Joan Allen          | Pleasantville – Zu schön, um wahr zu sein            | Anjelica Huston für Auf immer und ewig Claire Forlani für Rendezvous mit Joe Black Charlize Theron für Mein großer Freund Joe Anne Heche für Psycho Sheryl Lee für John Carpenters Vampire |
| 2000 | Patricia Clarkson   | The Green Mile                                       | Joan Cusack für Arlington Road Sissy Spacek für Eve und der letzte Gentleman Miranda Richardson für Sleepy Hollow Pernilla August für Star Wars: Episode I – Die dunkle Bedrohung Geena Davis für Stuart Little |
| 2001 | Rebecca Romijn      | X-Men                                                | Rene Russo für Die Abenteuer von Rocky & Bullwinkle Cameron Diaz für 3 Engel für Charlie Lucy Liu für 3 Engel für Charlie Hilary Swank für The Gift – Die dunkle Gabe Zhang Ziyi für Tiger and Dragon |
| 2002 | Fionnula Flanagan   | The Others                                           | Maggie Smith für Harry Potter und der Stein der Weisen Frances McDormand für The Man Who Wasn’t There Monica Bellucci für Pakt der Wölfe Helena Bonham Carter für Planet der Affen Cameron Diaz für Vanilla Sky |
| 2003 | Samantha Morton     | Minority Report                                      | Halle Berry für James Bond 007 – Stirb an einem anderen Tag Connie Nielsen für One Hour Photo Emily Watson für Roter Drache Rachel Roberts für S1m0ne Sissy Spacek für Bis in alle Ewigkeit |
| 2004 | Ellen DeGeneres     | Findet Nemo                                          | Lucy Liu für Kill Bill Peta Wilson für Die Liga der außergewöhnlichen Gentlemen Miranda Otto für Der Herr der Ringe: Die Rückkehr des Königs Keira Knightley für Fluch der Karibik Kristanna Loken für Terminator 3 – Rebellion der Maschinen                                                                                            |
| 2005 | Daryl Hannah        | Kill Bill – Volume 2                                 | Kim Basinger für Final Call – Wenn er auflegt, muss sie sterben Irma P. Hall für Ladykillers Meryl Streep für Der Manchurian Kandidat Diane Kruger für Das Vermächtnis der Tempelritter Angelina Jolie für Sky Captain and the World of Tomorrow                                                                                         |
| 2006 | Summer Glau         | Serenity – Flucht in neue Welten                     | Katie Holmes für Batman Begins Jennifer Carpenter für Der Exorzismus von Emily Rose Michelle Monaghan für Kiss Kiss, Bang Bang Jessica Alba für Sin City Gena Rowlands für Der verbotene Schlüssel |
| 2007 | Famke Janssen       | X-Men: Der letzte Widerstand                         | Eva Green für James Bond 007 – Casino Royale Cate Blanchett für Tagebuch eines Skandals Rachel Hurd-Wood für Das Parfum – Die Geschichte eines Mörders Emma Thompson für Schräger als Fiktion Parker Posey für Superman Returns |
| 2008 | Marcia Gay Harden   | Der Nebel                                            | Lena Headey für 300 Lizzy Caplan für Cloverfield Rose McGowan für Planet Terror Imelda Staunton für Harry Potter und der Orden des Phönix Michelle Pfeiffer für Der Sternwanderer |
| 2009 | Tilda Swinton       | Der seltsame Fall des Benjamin Button                | Joan Allen für Death Race Charlize Theron für Hancock Judi Dench für James Bond 007: Ein Quantum Trost Olga Kurylenko für James Bond 007: Ein Quantum Trost Carice van Houten für Operation Walküre – Das Stauffenberg-Attentat |
| 2010 | Sigourney Weaver    | Avatar – Aufbruch nach Pandora                       | Lorna Raver für Drag Me to Hell Diane Kruger für Inglourious Basterds Rachel McAdams für Sherlock Holmes Susan Sarandon für In meinem Himmel Malin Åkerman für Watchmen – Die Wächter |
| 2011 | Mila Kunis          | Black Swan                                           | Helen Mirren für R.E.D. – Älter, Härter, Besser Vanessa Redgrave für Briefe an Julia Keira Knightley für Alles, was wir geben mussten Jacki Weaver für Königreich des Verbrechens Scarlett Johansson für Iron Man 2 |
| 2012 | Emily Blunt         | Der Plan                                             | Paula Patton für Mission: Impossible – Phantom Protokoll Elena Anaya für Die Haut, in der ich wohne Lin Shaye für Insidious Emma Watson für Harry Potter und die Heiligtümer des Todes – Teil 2 Charlotte Gainsbourg für Melancholia |
| 2013 | Anne Hathaway       | The Dark Knight Rises                                | Judi Dench für James Bond 007: Skyfall Gina Gershon für Killer Joe Anne Hathaway für Les Misérables Nicole Kidman für The Paperboy Charlize Theron für Snow White and the Huntsman |
| 2014 | Scarlett Johansson  | Her                                                  | Nicole Kidman für Stoker Melissa Leo für Prisoners Evangeline Lilly für Der Hobbit: Smaugs Einöde Jena Malone für Die Tribute von Panem – Catching Fire Emily Watson für Die Bücherdiebin |
| 2015 | Rene Russo          | Nightcrawler – Jede Nacht hat ihren Preis            | Jessica Chastain für Interstellar Scarlett Johansson für The Return of the First Avenger Evangeline Lilly für Der Hobbit: Die Schlacht der Fünf Heere Emma Stone für Birdman oder (Die unverhoffte Macht der Ahnungslosigkeit) Meryl Streep für Into the Woods                                                                           |
| 2016 | Jessica Chastain    | Crimson Peak                                         | Carrie Fisher für Star Wars: Das Erwachen der Macht Evangeline Lilly für Ant-Man Lupita Nyong’o für Star Wars: Das Erwachen der Macht Tamannaah für Baahubali: The Beginning Alicia Vikander für Ex Machina |
| 2017 | Tilda Swinton       | Doctor Strange                                       | Betty Buckley für Split Bryce Dallas Howard für Gold Scarlett Johansson für The First Avenger: Civil War Kate McKinnon für Ghostbusters Margot Robbie für Suicide Squad |
| 2018 | Danai Gurira        | Black Panther                                        | Ana de Armas für Blade Runner 2049 Carrie Fisher für Star Wars: Die letzten Jedi Lois Smith für Marjorie Prime Octavia Spencer für Shape of Water – Das Flüstern des Wassers Tessa Thompson für Thor: Tag der Entscheidung Kelly Marie Tran für Star Wars: Die letzten Jedi                                                              |
| 2019 | Zendaya             | Spider-Man: Far From Home                            | Cynthia Erivo für Bad Times at the El Royale Karen Gillan für Avengers: Endgame Amber Heard für Aquaman Scarlett Johansson für Avengers: Endgame Naomi Scott für Aladdin Hailee Steinfeld für Bumblebee |
| 2021 | Ana de Armas        | Knives Out – Mord ist Familiensache                  | Zazie Beetz für Joker Ellen Burstyn für Lucy in the Sky Jamie Lee Curtis für Knives Out – Mord ist Familiensache Linda Hamilton für Terminator: Dark Fate Amanda Seyfried für Mank Jurnee Smollett für Birds of Prey: The Emancipation of Harley Quinn                                                                                   |
| 2022 | Awkwafina           | Shang-Chi and the Legend of the Ten Rings            | Jodie Comer für Free Guy Carrie Coon für Ghostbusters: Legacy Viola Davis für The Suicide Squad Stephanie Hsu für Everything Everywhere All at Once Diana Rigg für Last Night in Soho Marisa Tomei für Spider-Man: No Way Home |
| 2024 | Emily Blunt         | Oppenheimer                                          | Angela Bassett für Black Panther: Wakanda Forever Jane Curtin für A Great Place to Call Home Melissa McCarthy für Arielle, die Meerjungfrau Phoebe Waller-Bridge für Indiana Jones und das Rad des Schicksals Sophie Wilde für Talk to Me                                                                                                |
| 2025 | Rebecca Ferguson    | Dune: Part Two                                       | Emma Corrin für Deadpool & Wolverine Barbara Hershey für Strange Darling Juliette Lewis für The Thicket Margaret Qualley für The Substance Cailee Spaeny für Alien: Romulus Zendaya für Dune: Part Two |